# Basma bint Sa'ud Al Sa'ud
Basmah bint Sa'ud Al Sa'ud (en arabe : بسمة بنت سعود آل سعود), née le 1er mars 1964, est une femme d'affaires et militante des droits de l'homme saoudienne.
La princesse Basmah est le plus jeune enfant du roi Saoud. Sa mère, Jamila bint Asad Ibrahim Marei, immigre en Arabie saoudite depuis la ville portuaire syrienne de Lattaquié. Elle épouse le roi Saoud, avec qui elle a sept enfants. Une partie de l'enfance de Basmah se déroule à Beyrouth, au Liban. À la suite de la guerre civile libanaise, elle et sa mère déménage et vivent entre Londres et les États-Unis.
En mars 2019, Basma bint Sa'ud Al Sa'ud est arrêtée par huit hommes armés alors qu'elle et sa fille Suhoud Al Sharif tentent de quitter l'Arabie saoudite pour se faire soigner en Suisse. Elle disparaît ensuite de la vie publique. Il est rapporté qu'elle est détenue à la prison d'Al Hayer,,. Le 6 janvier 2022, Basmah et Suhoud sont libérées,.

## Biographie

### Jeunesse

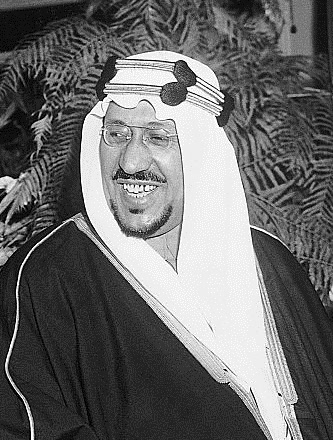
Le roi Saud, le père de Basmah

Née le 1er mars 1964 à Riyad, en Arabie Saoudite, Basma bint Sa'ud Al Sa'ud est le 115e et le plus jeune des enfants du roi Saoud,. Sa mère Jamila Merhi née en Syrie est choisie pour son futur mari lorsqu'elle se rend à La Mecque pour le hajj.
Basmah est née au cours des derniers mois du règne de son père, le même mois où il est renversé lors d'un coup d'État au palais. Elle ne le voit que deux fois quand elle a cinq ans, l'année de sa mort. Sa mère l'emmène ensuite dans la capitale libanaise de Beyrouth. Lorsque la guerre civile au Liban éclate en 1975, la famille fuit vers la Grande-Bretagne,.

### Éducation
À Beyrouth, Basma bint Sa'ud Al Sa'ud fréquente une école française. En Grande-Bretagne, elle fréquente une école pour filles du Hertfordshire puis un collège à Londres, avant d'effectuer deux ans d'études en Suisse. Elle étudie ensuite la médecine, la psychologie et la littérature anglaise à l'Université arabe de Beyrouth. En 1979, elle obtient son diplôme d'études secondaires au Leaders College aux États-Unis.
Basmah voyage entre plusieurs capitales européennes et aux États-Unis, où elle étudie dans diverses universités, avant de déménager avec sa mère en Syrie en 1983. Ces universités comprennent Richmond au Royaume-Uni et l'Université américaine de Lausanne, en Suisse, où elle étudie les sciences sociales. En 1984, elle obtient un baccalauréat ès sciences en sociologie à la National American University, puis en 1986, elle décroche une maîtrise en économie sociale et en sciences politiques.

### Vie personnelle
En 1988, la princesse Basmah se marie avec Shuja bin Nami bin Shahin Al Sharif, un membre de la famille Al Sharif. Ils divorcent en 2007. Elle est mère de cinq enfants, trois filles et deux fils: Saud, Sara, Samahir, Suhoud et Ahmad.

### Détention
La princesse Basmah est arrêtée en mars 2019 pour avoir tenté de voyager illégalement hors du royaume, ce qui est une infraction pénale en Arabie saoudite. Sa fille Souhoud bint Shuja Al-Sharif, qui est détenue avec elle à la prison d'Al Hayer, est accusée d'avoir agressé un agent et d'avoir commis un cybercrime non précisé. Lors de leur arrestation en 2019, aucune accusation formelle n'est portée contre l'une ou l'autre. Après son arrestation, elle n'est pas autorisée à avoir un contact régulier avec sa famille et ne reçoit aucun conseil juridique.
Basmah souffre d'ostéoporose, de problèmes cardiaques et de coliques, mais elle ne reçoit pas de soins médicaux réguliers ou appropriés au cours de sa détention. Sa famille pense que son arrestation est liée à sa prétention de faire partie d'un héritage de plusieurs milliards d'euros laissé par son père, le roi Saoud. Elle est libérée le 6 janvier 2022.

### Vie professionnelle
Après que Basma bint Sa'ud Al Sa'ud ait divorcé de son mari saoudien, elle fonde une chaîne de restaurants en Arabie saoudite et envisage de l'étendre en Grande-Bretagne,. En 2008, elle fonde également une entreprise de médias, Media Ecco, qu'elle envisage également de développer.

### Prises de position
Basma bint Sa'ud Al Sa'ud est partisane de la réforme. Elle participe activement à différentes institutions sociales et organisations de défense des droits de l'homme. Elle commence à exprimer ses opinions dans les médias arabes et internationaux en écrivant des articles sur les dures conditions de vie des Saoudiens, en particulier des femmes. Cependant, ses critiques ne s'adressent pas directement à la famille royale mais aux gouverneurs saoudiens et autres administrateurs de niveau intermédiaire,. Écrivant pour le journal Al Madina en avril 2010, elle déclare qu'elle ne trouve aucune base historique coranique ou islamique pour qu'une institution d'État promeuve la vertu et prévienne le vice, et elle soutient en outre que les arrestations et les passages à tabac par des policiers religieux conduisent à une impression erronée de l'Islam. Elle soutient spécifiquement la réforme des lois islamiques saoudiennes concernant l'interdiction des rassemblements mixtes d'hommes et de femmes, et aimerait rendre facultatif pour les femmes musulmanes le fait de se couvrir.
Son journalisme et ses blogs suscitent des critiques, elle déclare à The Independent que les autorités saoudiennes commencent à censurer ses articles. De plus elle rajoute également que son déménagement de Djeddah à Acton n'est pas dû à la pression de l'État saoudien. Basma bint Sa'ud Al Sa'ud met en cause l'utilisation abusive du fiqh islamique dans la société saoudienne, arguant que l'establishment religieux doit être réformé afin qu'il joue un rôle constructif dans la modernisation de la société et l'amélioration de la situation des femmes dans le royaume.
En avril 2012, elle déclare à la BBC qu'elle aimerait voir de nombreux changements en Arabie saoudite, mais que ce n'est pas le moment pour les femmes d'être autorisées à conduire, un droit accordé aux femmes saoudiennes dans le cadre des réformes du roi Salmane et du prince héritier Mohammed ben Salmane. Basma bint Sa'ud Al Sa'ud appelle à des changements concernant la constitution, les lois sur le divorce, la refonte du système éducatif, une réforme complète des services sociaux et des changements dans le rôle du mahram (le tuteur masculin, généralement un parent, que toutes les femmes saoudiennes sont tenues d'avoir).